# Ó szentséges, ó kegyelmes
Az Ó szentséges, ó kegyelmes az Oltáriszentségről szóló miseének. A Bozóki-énekeskönyvből ismerjük.
Feldolgozás:
| Szerző       | Mire                | Mű                |
| ------------ | ------------------- | ----------------- |
| Bárdos Lajos | vegyeskar           | Musica Sacra I/2  |
| Bárdos Lajos | egynemű kar, orgona | Musica Sacra II/1 |

## Kotta és dallam
| Ó, szentséges, ó, kegyelmes, Édességes Jézusom! Dicsértessél, tiszteltessél, Én megváltó Krisztusom! Szállj be szívem hajlékába, Jöjj be lelkem pitvarába, Ott nyugodjál, ott lakozzál, Soha el se távozzál. Téged áldlak, magasztallak Mély alázatossággal, Megölellek, megcsókollak, Úgy imádlak nagy lánggal. Légy irgalmas, légy kegyelmes, Kérlek, tőled el ne kergess! Én szívemhez szorítalak, Mint angyalok, kívánlak. Angyaloknak tápláléka, Jöjj el e szent Ostyában! Jöjj, kegyelem áradása Egy kicsinyke pohárban! Táplálj az Úr szent testével, Itass omló dús vérével, Engedj mindig nála lennem, Ő maradjon énbennem! |

## Felvételek
- Ó szentséges, ó kegyelmes / Édes Jézus! én szerelmem. Boldog Meszlényi Zoltán katolikus énekkar  YouTube (2013. június 30.)  (Hozzáférés: 2016. december 21.) (videó) 4:30-ig.